# My Beauty
My Beauty är Kevin Rowlands andra studioalbum, utgivet 1999. Albumet innehåller covers, men Rowland skrev om vissa texter så att de skulle spegla hans drogmissbruk. Skivans omslag visar Rowland iförd damkläder och smink.

## Låtlista
1. "Greatest Love of All" (Linda Creed, Michael Masser)
2. "Rag Doll" (Bob Crewe, Bob Gaudio)
3. "Concrete and Clay" (Tommy Moeller, Gregg Parker)
4. "Daydream Believer" (John Stewart)
5. "This Guy's in Love with You" (Burt Bacharach, Hal David)
6. "The Long and Winding Road" (Lennon–McCartney)
7. "It's Getting Better" (Barry Mann, Cynthia Weil)
8. "I Can't Tell the Bottom from the Top" (Guy Fletcher, Doug Flett)
9. "Labelled With Love|Labelled With Love (I'll Stay With My Dreams)" (Chris Difford, Glenn Tilbrook)
10. "Reflections of My Life" (Junior Campbell, Thomas McAleese)
11. "You'll Never Walk Alone" (Oscar Hammerstein, Richard Rodgers)